# Saison 2017 des Athletics d'Oakland
La saison 2017 des Athletics d'Oakland est la 117e saison en Ligue majeure de baseball pour cette franchise et la 50e depuis leur transfert de la ville de Kansas City vers Oakland.
Malgré 6 victoires de plus que l'année précédente, les Athletics terminent au dernier rang de la division Ouest de la Ligue américaine pour une 3e année de suite et signent une 3e campagne perdante consécutive, avec 75 victoires et 87 défaites.

## Saison régulière
La saison régulière de 162 matchs des Athletics débute au Oakland–Alameda County Coliseum d'Oakland le 3 avril 2017 par la visite des Angels de Los Angeles et se termine le 1er octobre suivant.

### Classement
| Ligue américaine division Ouest | V   | D  | %    | Diff. | Diff. (séries) |
| ------------------------------- | --- | -- | ---- | ----- | -------------- |
| Astros de Houston               | 101 | 61 | ,623 | -     | -              |
| Angels de Los Angeles           | 80  | 82 | ,494 | 21    | 5              |
| Mariners de Seattle             | 78  | 84 | ,481 | 23    | 7              |
| Rangers du Texas                | 78  | 84 | ,481 | 23    | 7              |
| Athletics d'Oakland             | 75  | 87 | ,463 | 26    | 10             |

## Affiliations en ligues mineures
| Niveau            | Équipe                             | Ligue                         |
| ----------------- | ---------------------------------- | ----------------------------- |
| AAA               | Sounds de Nashville                | Ligue de la côte du Pacifique |
| AA                | RockHounds de Midland              | Texas League                  |
| A-Advanced        | Ports de Stockton                  | California League             |
| A                 | Snappers de Beloit                 | Midwest League                |
| A (saison courte) | Lake Monsters du Vermont           | New York - Penn League        |
| Ligue des recrues | Athletics de la Ligue de l'Arizona | Arizona League                |
| Ligue des recrues | DSL Athletics                      | Dominican Summer League       |